# Rączak indyjski
Rączak indyjski (Cursorius coromandelicus) – gatunek średniej wielkości ptaka z rodziny żwirowcowatych (Glareolidae), występujący w Azji Południowej na suchych równinach i terenach półpustynnych.
TaksonomiaNie wyróżnia się podgatunków. Dawniej do tego gatunku czasem zaliczano zamieszkującego Afrykę Subsaharyjską rączaka małego (Cursorius temminckii).
MorfologiaDługość ciała 23–26 cm; rozpiętość skrzydeł 58–60 cm. Charakteryzuje się pięknym ubarwieniem, które w spalonym słońcem środowisku stanowi dobry kamuflaż.
EkologiaPtak ten przypomina wyglądem niewielką, długonogą siewkę, ale w odróżnieniu od niej nigdy jednak nie brodzi, ponieważ zajmuje suche, piaszczyste obszary. Żywi się owadami.
Buduje gniazdo w zagłębieniu lub bruździe w ziemi; składa zwykle 2 lub 3 jaja, wysiaduje (lub osłania przed słońcem w ciągu dnia) głównie samica.
StatusIUCN uznaje rączaka indyjskiego za gatunek najmniejszej troski (LC, Least Concern) nieprzerwanie od 1988 roku. Ze względu na brak dowodów na spadki liczebności bądź istotne zagrożenia dla gatunku BirdLife International uznaje trend liczebności populacji za stabilny.